# Gołąb w kulturze i wierzeniach
Gołębie z dawna wywoływały dwojakie, często dość sprzeczne skojarzenia i uczucia. Wierność pary gołębi wzbudzała sympatię człowieka, ale gruchanie samców – irytację, gdyż często kojarzono je z bolesnymi jękami duszącego się człowieka. Wyraża to i prorok Izajasz: „Jak pisklę jaskółcze tak kwilę, wzdycham jak gołębica” (Ks. Izajasza 34, 18). Równie często odgłosy te kojarzono ze stosunkiem miłosnym. Zgodę i wzajemną miłość obrazowano nierzadko w postaci dwóch gołębi stykających się dziobami, zaś wdowieństwo symbolizowano czarnymi ptakami. Zwłaszcza w Indiach gołębia o ciemnym upierzeniu uważano za zwiastun śmierci. Natomiast białego gołębia dość powszechnie uznawano za talizman zdrowia i antidotum na zarazę. Pojawiający się w marzeniu sennym miał wróżyć szczęśliwe wydarzenie.
Antyczni Grecy widzieli w nim dominację duszy nad ciałem (w alchemii gołąb w ołowiu oznaczał ducha w materii), a wiele cywilizacji uznawało go za przewodnika dusz po śmierci. Ptak z różdżką oliwną stanowił oznakę pokoju, a także harmonii. W mitologii grecko-rzymskiej pod postacią gołębicy ukazywano Afrodytę, Wenus – boginię miłości. Sanktuarium Afrodyty w Pafos na Cyprze znane było z gołębi, które określano mianem „ptaków pafijskich”. Inne wierzenia widziały w nim symbol arcykobiecej bogini płodności: babilońskiej Isztar, kananejskiej Aszery, fenickiej Tanit, syryjskiej Atargatis, a także małoazjatyckiej Wielkiej Macierzy Bogów Kybele. Zapoznanie Greków z tą rozpowszechnioną wschodnią symboliką tłumaczy mit opowiadający o tym, jak z egipskich Teb miał przylecieć gołąb i usiadłszy na dębie w Dodonie, przemówił ludzkim głosem polecając założyć tam wyrocznię.
Wschodnie, z punktu widzenia Europejczyków, narody gołębia kojarzyły zawsze z duchem i duszą, a mieszkańcy Syrii umieszczali nad grobowcami domki dla gołębi, które miały oznaczać ulatującą duszę ludzką. W niektórych tamtejszych krajach obejmowano je zwyczajową ochroną – ich zabicie było czynem nieetycznym. Wśród mahometan cieszyły się życzliwym respektem z uwagi na to, iż pomogły skutecznie odwrócić uwagę nieprzyjaciół proroka Mahometa podczas jego ucieczki do Medyny (hidżra). Nie przeszkadza to temu, iż na Bliskim Wschodzie gołąb (zarówno dziki, jak i udomowiony) jest istotnym źródłem pożywienia od czasów starożytnych. Także w średniowieczu i później w wielu krajach świata uchodził za kulinarny przysmak – nie tylko w kuchni francuskiej, lecz również indonezyjskiej czy chińskiej.

Gołąbek pokoju – symbol pokoju między narodami

Gołębia uważa się za jednego z pierwszych ptaków udomowionych. Już starożytni Egipcjanie używali go do przenoszenia wiadomości. Przez długie wieki spełniał rolę dzisiejszej poczty. W Grecji rozpoczęto hodowlę tych ptaków po klęsce floty fenicko-perskiej pod Atos (492 p.n.e.), gdy Persowie wypuścili święte gołębie z klatek. Gwiazdozbiór Plejad wyobrażano sobie jako stado dzikich gołębi, co miało upamiętniać samobójczą śmierć nimfy Plejady, córki Atlasa.
Poza tym gołąb symbolizował niebiańską czystość, odrodzenie, uskrzydlone dążenia, natchnienie boskie, prostotę, szczerość, zazdrość, melancholię, pobożność, ofiarę, pokorę, rozkosz, prawdę, mądrość, dumę i niewinność. Jeden z najbardziej znanych rysunków Pabla Picassa to „Gołąb pokoju”. W polityce nazwę „gołębi” zazwyczaj odnosi się do zwolenników kompromisu i ugody.

## Chrześcijaństwo i judaizm

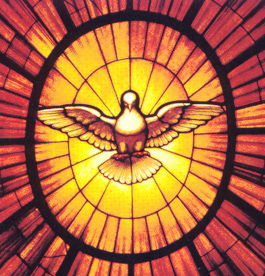
Ducha Świętego przedstawia się w postaci białej gołębicy

Od pierwszych wieków chrześcijaństwa gołębica była głównym ikonograficznym symbolem Ducha Świętego, a od nakazu Benedykta XIV – jedynym. W Biblii pod tą postacią objawił się on podczas chrztu Jezusa Chrystusa (Mt 3,16 ; Mk 1,10). Św. Jan Apostoł pisze o świadectwie Jana Chrzciciela: „Ujrzałem Ducha, który jak gołębica zstępował z nieba i spoczął na Nim” (J 1,32).
W Starym Testamencie gołąb w dziobie przynosi Noemu do arki zieloną gałązkę, co zwiastuje koniec potopu, nowe życie i Miłosierdzie Boże (Ks. Rodzaju 8,10-11). Daje to początek przymierzu zawartemu między Bogiem a rodziną Noego. Z takim samym zdarzeniem (choć o innej symbolice religijnej) można spotkać się w staromezopotamskim (akadyjskim) eposie o Gilgameszu, w którym ocalały z potopu Utnapisztim również posyła najpierw gołębia dla rozpoznania sytuacji. Dla św. Justyna męczennika gołąb stanowi symbol zarówno powrotu klęski potopu, jak i Chrystusa jako drugiego Noego.
Gołąb był ulubioną ofiarą Jahwe. U Izraelitów głównie niezamożni składali ofiary z ptaków zamiast z jagniąt. Rodzice Jezusa podczas Jego rytualnego ofiarowania złożyli gołębia jako ofiarę w Świątyni Jerozolimskiej, zgodnie z zaleceniami Księgi Kapłańskiej: „Jeżeli zaś jest zbyt uboga, aby przynieść baranka, to przyniesie dwie synogarlice albo dwa młode gołębie, jednego na ofiarę całopalną i jednego na ofiarę przebłagalną” (Kpł 12,8 ; por. 14,22). Tanach (Biblia hebrajska) wyraźnie stanowi, iż gołębie są pokarmem koszernym, tzn. odpowiednim, zdatnym pod względem rytualnym.
Gołąb (hebr. jonah) to prawdopodobnie najczęściej wspominany ptak w Piśmie Świętym, gdzie nazwa jego występuje ponad 50-krotnie. Zawsze kojarzył się z łagodnością, delikatnością, Zwiastowaniem (gdy trzyma lilię), duszą zmarłego i niewinnością. Św. Mateusz Ewangelista zaleca: „Bądźcie więc roztropni jak węże, a nieskazitelni jak gołębie” (Mt 10,16). W sztuce często ukazywano go w trakcie czułych pocałunków lub z podkreśleniem szybkiego lotu. W Psalmach jest symbolem zwinności: „Och, gdybym miał skrzydła jak gołąb!” (Ps 55,7).

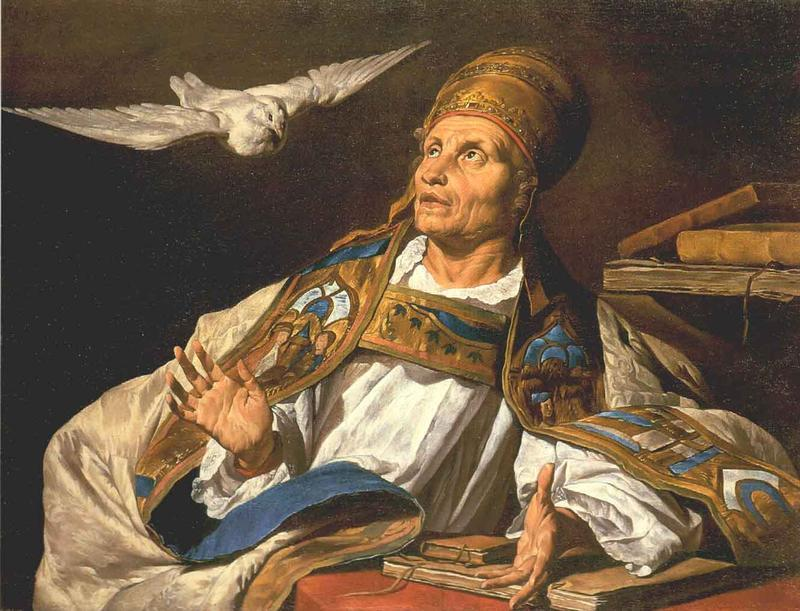
Papież św. Grzegorz z symboliczną gołębicą (mal. Matthias Stomer, XVII w.)

Święty Augustyn nawoływał, że „jeśli [ktoś] ma Ducha Świętego, musi być prosty jak gołębica”, bo ta jest prosta, niewinna, bez żółci, nieostra w pazurkach. Niekiedy śmierć męczenników obrazowano jako opuszczenie duszy z ciała poprzez usta w postaci gołębia – tak jest w przypadku opowieści o św. Polikarpie, św. Eulalii i św. Scholastyce. Ptak stał się atrybutem wielu świętych: św. Agnieszki z pierścieniem, siedzący na ramieniu Dawida, na głowie św. Ennurcha, przy uchu piszącego św. Grzegorza Wielkiego (dając mu natchnienie), towarzyszy też św. Teresie z Avila, Janowi Złotoustemu, Tomaszowi z Akwinu.
Mozaiki wczesnochrześcijańskich katakumb i starożytne wizerunki nagrobne prezentowały gołębie pijące z naczyń, czyli źródeł pamięci (również o zmarłych), co odnosiło się do dusz karmiących się zdrową nauką Kościoła. Podobnie przedstawienia tych ptaków dziobiących winne grono stanowią symbol duszy cieszącej się rajskim szczęściem. Gołąb uosabiał bowiem owoce Ducha Świętego: miłość, radość, pokój, cierpliwość, uprzejmość, dobroć, wierność, łagodność, umiar, ale i sam Kościół. Z tego powodu powiązany był z cyfrą 7 (dary Ducha Świętego) i 12 (liczba apostołów). Symbolizuje umiarkowanie – jedną z 4 cnót kardynalnych ; z wawrzynem lub koroną męczeńską w dziobie – człowieka ochrzczonego albo męczennika
Często od XVI wieku w przedstawieniach Trójcy Świętej Bóg Ojciec i Syn Boży siedzą obok siebie, a nad nimi unosi się w postaci ptaka Duch Święty. Podobizny gołębia zdobią też zazwyczaj naczynia na święte oleje służące do przekazywania mocy Ducha Świętego. Również pradawne tabernakula wykonywano w kształcie gołębicy, co być może wyjaśnia użyte przez Tertuliana określenie kościoła jako columbae domus.

## W literaturze
Król Anniusz w Metamorfozach Owidiusza opowiada, jak jego córki prześladowane przez zwycięskich Greków zamieniły się w gołębie dzięki bóstwu płodności Bachusowi. Homer wspomina o dzikim gołębiu skalnym (gr. peleides). Hamlet w dziele Szekspirawypowiada słowa: „Muszę mieć chyba wnętrzności gołębia i brak zupełny żółci, nadającej gorycz poczucia krzywdy”.
W Żonie modnej Ignacego Krasickiego „synogarlica jęczy, a gołąbek grucha”. W Pieśni nad pieśniami urodę gołębia przyrównuje się do wdzięku kobiety, Oblubienicy: „To tyś jest piękna, oczy twoje jak gołębicy” ; „Piękne są jagody lica twego jako synogarlicy” ; „Gołębico moja (…), oblicze twoje piękne”. W Panu Tadeuszu Adama Mickiewicza czytamy: „Przodem gołębie białe, które w biegu płoszy, leciały jak przed wozem bogini rozkoszy” (Afrodyty). Jeden z wierszy Juliusza Słowackiego jest zatytułowany „Duchu Święty, gołębico, zleć!”, a w wierszu Rozłączenie ptak ten symbolizuje smutek: „Pomiędzy nami lata biały gołąb smutku i nosi ciągłe wieści”.

## W heraldyce

Godło państwowe Królestwa Tonga

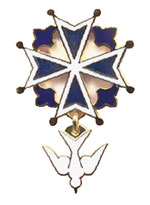
Krzyż hugenocki

Gołąb bardzo rzadko występuje w herbach, na oznakach orderowych i jako atrybut świętych. W czasach obecnych napotykamy gołąbka pokoju w herbach państwowych Cypru, Cypru Północnego, Gwinei, Fidżi i Tonga. Widniał jako gołąb na insygniach francuskiego orderu św. Ducha, jako gołąbek pokoju na insygniach wschodnioniemieckich odznaczeń Bohatera Pracy oraz orderu Przyjaźni między Narodami. Gołąb pojawia się jako atrybut św. Adalgundy w herbie gminy Wiebelsheim w Nadrenii-Palatynacie oraz w stylizowanej formie gołąbka pokoju w herbie miasta Eisenhüttenstadt. Do dziś noszony jest krzyż hugenocki, odznaka francuskich kalwinistów, z gołębiem symbolizującym Ducha Świętego.